# Illumiut (Narsaq)
Illumiut [ˈiɬːumiut] (nach alter Rechtschreibung Igdlumiut) ist eine wüst gefallene grönländische Siedlung im Distrikt Narsaq in der Kommune Kujalleq.

## Lage
Illumiut liegt auf einer Halbinsel am Nordufer des Ikersuaq (Bredefjord). Die genaue Position der Siedlung ist nicht bekannt, lag aber vermutlich in einer gleichnamigen kleinen Bucht an der Südspitze. Die Entfernung zum nächsten größeren Ort Narsaq beträgt 14 km Richtung Süden.

## Geschichte
Illumiut war ein Wohnplatz, der 1855 besiedelt wurde. Hinrich Johannes Rink schrieb 1857, dass in Illumiut die einzige wohlhabende Familie der ganzen Umgebung lebte. 1883 wurde der Wohnplatz wieder verlassen. Weiteres ist nicht bekannt.